# Ctenophorus butlerorum
Ctenophorus butlerorum — вид ігуаноподібних ящірок родини агамових (Agamidae). Ендемік Австралії. Вид названий на честь австралійського натураліста Гаррі Батлера.

## Поширення і екологія
Ctenophorus butlerorum мешкають на південному заході Західної Австралії, від затоки Шарк-Бей до Калбаррі, зокрема на острові Дерк-Хартог. Вони живуть на прибережних дюнах і піщаних рівнинах.